# هاثورن س. غراي
هاثورن س. غراي (بالإنجليزية: Hawthorne C. Gray)‏ هو قائد منطاد ‏ أمريكي، ولد في 16 فبراير 1889 في باسكو في الولايات المتحدة، وتوفي في 4 نوفمبر 1927 في سبارتا في الولايات المتحدة بسبب نقص الأكسجة.